# Charles Frédéric Martins
Charles Frédéric Martins (Parigi, 6 febbraio 1806 – Parigi, 7 marzo 1889) è stato un medico, botanico e geologo francese.
Dal 1851 al 1879 è stato direttore dell'Orto botanico di Montpellier.